# Valerio Agostini
Valerio Agostini (Perugia, 3 agosto 1954) è un compositore di scacchi italiano.

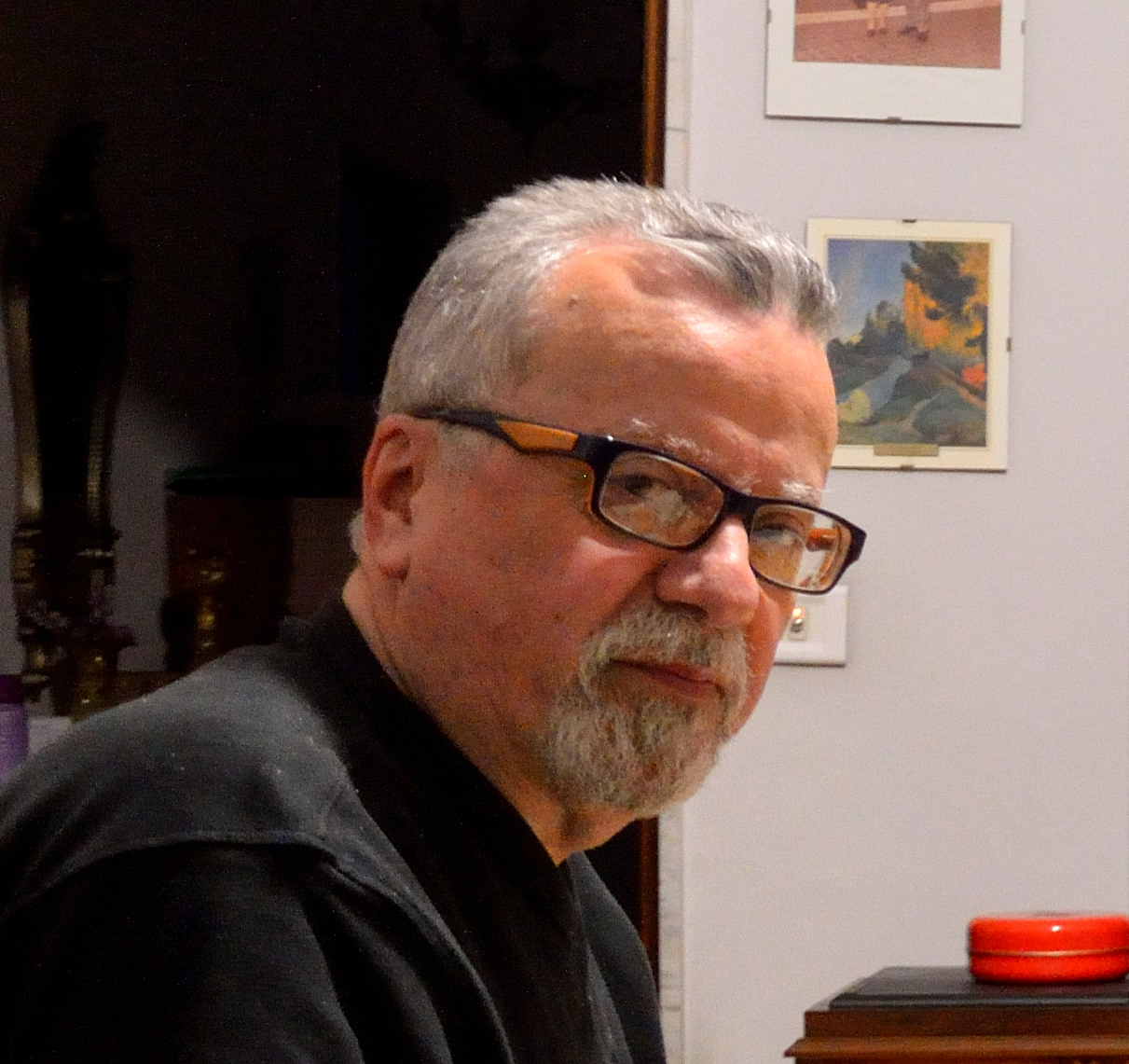
Valerio Agostini nel 2017

Laureato in Medicina, non ha tuttavia mai esercitato la professione di medico. Ha lavorato nel settore finanziario, fino alla pensione.
Ha composto il suo primo problema di scacchi nel 1974. Da allora ne ha pubblicati oltre 1000 ottenendo 38 premi, 137 menzioni onorevoli e oltre 200 lodi e premi speciali. Una sua composizione è stata anche pubblicata negli Album FIDE (1980-1982). Il suo genere preferito è il matto in tre mosse di tipo strategico, ed è considerato tra i migliori esperti italiani di problemi diretti.
Dal 2010 è segretario dell'API (Associazione problemistica italiana), direttore e principale redattore della rivista di problemistica Sinfonie Scacchistiche, per la quale solitamente ricopre anche il ruolo di Giudice per i problemi diretti in 3 e più mosse.
Dal 2011 è Maestro Nazionale di Composizione Scacchistica, riconoscimento assegnato dall'Associazione Problemistica Italiana.